# Hans-Georg Warken
Hans-Georg Warken (* 1. Mai 1956 in Saarlouis) ist Rechtsanwalt und Mitglied des Verfassungsgerichtshofs des Saarlandes. Seit 2017 führt er den saarländischen Ehrentitel eines Justizrats.

## Leben und Tätigkeit
An der Universität des Saarlandes studierte Warken Rechtswissenschaften und legte seine juristischen Staatsexamina 1981 und 1983 ab. Seit September 1983 übt er den Beruf eines Rechtsanwalts in Püttlingen/Saar aus. Schwerpunkt der Tätigkeit von Warken als Rechtsanwalt sind die Bereiche Handels-, Wirtschafts- und Arbeitsrecht.
Seit 1996 ist Warken Mitglied des Verfassungsgerichtshofs des Saarlandes. Die dritte Amtszeit als Verfassungsrichter, zu der der Landtag des Saarlandes ihn am 20. Februar 2008 wählte, endete zum 19. Februar 2014. Mit der Sitzung am 16. Juli 2014 wählte der Landtag des Saarlandes Warken zu einer vierten Amtszeit. Diese Amtszeit endete am 15. Juli 2020; die anschließende Amtszeit endet am 15. Juli 2026.
Warken gehörte dem Stadtverbandstag Saarbrücken (dem heutigen Regionalverband Saarbrücken) in der Zeit von 1980 bis 1985 an. Er gehörte dem Bundesvorstand der Jungen Union in der Zeit von 1975 bis 1985 an und ist heute noch Mitglied der Bundesschiedskommission der CDU-Sozialausschüsse.
Er war von 1989 bis 2012 Ausbildungsberater der Rechtsanwaltskammer des Saarlandes und ist Kassenprüfer der Rechtsanwaltskammer.
Warken begleitete mehrere Untersuchungsausschüsse im Saarländischen Landtag, u. a. den Bähr-Untersuchungsausschuss, den Untersuchungsausschuss Studierenden-Wohnheime sowie den Zeithammer-Untersuchungsausschuss. In seiner Eigenschaft als Anwalt führte er ein Wahlanfechtungsverfahren für fünf Mandanten, die Mitglieder der Partei Die Linke waren, zur Landtagswahl 2009 vor dem Saarl. Verfassungsgerichtshof durch. Er vertrat den Betriebsrat des Praktiker Marktes in Ensdorf und führte die Sozialplanverhandlungen für die dort Beschäftigten. Für die CDU-Stadtratsfraktion der Landeshauptstadt Saarbrücken leitete er eine unabhängige Arbeitsgruppe, die sich mit der Frage der Neugliederung der Stadtbezirke in Saarbrücken befasste.
Im Jahre 2007 initiierte Warken gemeinschaftlich mit Friedhelm Schwan die Einrichtung eines Studiengangs Aviation Manager mit der Hochschule für Technik und Wirtschaft des Saarlandes in Göttelborn. Er erarbeitete einen IHK-Zertifikatslehrgang „Vorsorgeberater Erwerbsminderung“ und entwickelte hierzu das Curriculum.
Warken war seit 1985 Mitglied im Aufsichtsrat der Volksbank Püttlingen und seit 1991 deren Aufsichtsratsvorsitzender. Nach der Fusion der Volksbank Püttlingen mit der Volksbank Saar-West im Jahre 1997 war er zunächst stellvertretender Aufsichtsratsvorsitzender der Volksbank Saar-West und war seit 2003 Aufsichtsratsvorsitzender der Volksbank Saar-West bis zur Fusion der Bank mit der Volksbank Saarlouis zur Volksbank Westliche Saar plus eG. Warken gehörte dem Aufsichtsrat dieser neuen Bank als Mitglied bis Ende 2016 an und schied anschließend auf eigenen Wunsch aus. Er wurde am 27. Juni 2018 zum Vorstandsvorsitzenden der Union Stiftung gewählt.

## Auszeichnungen
Am 2. März 2017 wurde Warken, gemeinsam mit anderen Kollegen, die sich ehrenamtlich in der Rechtsanwaltskammer engagieren, der Titel Justizrat als „Zeichen der Anerkennung für besondere Verdienste um das Saarland und seine Bürgerinnen und Bürger, für herausragende Leistungen oder aus einem sonstigen besonderen Anlass“ verliehen.

## Veröffentlichungen
Im Jahre 1989 veröffentlichte Hans-Georg Warken Handreichungen zum saarländischen Kommunalrecht gemeinschaftlich mit dem späteren Bürgermeister der Gemeinde Quierschied, Erwin Maurer (Veröffentlicht in Kommunalpolitische Blätter). 
2017 war er als Mitautor neben Tobias Warken beteiligt an:
- Keine Angst vor dem beA: Das besondere elektronische Anwaltspostfach und der elektronische Rechtsverkehr. Sachbuch. Rubis & Hill, Riegelsberg 2017, ISBN 978-3-00-054919-9.

## Privates
Warkens Schwiegertochter ist die Bundesgesundheitsministerin Nina Warken.